# Montuemsaf
Djedankhre Montemsaf fue un rey tebano de la decimosexta dinastía del llamando Segundo período intermedio que habría gobernó simultáneamente con la decimoquinta dinastía de los hicsos,  a. 1595-1590 a. C. aproximadamente, que controlaba el bajo y el medio Egipto.

## Certificados
La existencia de Djedankhre Montemsaf esta atestiguada por un bloque inscrito en Gebelein, una hoja de hacha de bronce de origen desconocido ahora en el Museo Británico con la inscripción "el buen Dios Djedankhre dador de vida " y finalmente dos sellos de escarabeo también de procedencia desconocida. El nombre Djedankhre Montemsaf no está escrito en los fragmentos sobrevivientes del Canon Real de Turín, su reinado y el de los otros 4 Reyes del final de la dinastía decimosexta se perdieron, es por esta razón que la posición cronológica exacta, así como la duración de su reinado no puede ser comprobada.

## Posición cronológica
Según el último listado de los reyes de Kim Ryholt, del Segundo Período Intermedio, Djedankhre Montemsaf quedaría como el sucesor de Djedneferre Dedumose II y predecesor de Merankhre Mentuhotep VI en el trono. Por lo tanto, fue un rey de la última parte de la dinastía XVI y pudo haber reinado hacia 1590 a. C.

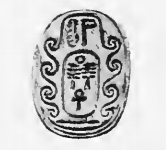
Ilustración de un escarabajo de esteatita del faraón Djedankhra Montemsaf:"El buen dios, Djedankhra, Museo Petrie UC11225.

Los argumentos que apoyan esta posición cronológica son:

1) La forma de su nombre de Nesut-Bity Ḏd-X-Rˁ, que es común con los de Dedumose I y Dedumose II.

2) La ubicación de los hallazgos que atestiguan Montemsaf a en Tebas y en el sur de Egipto.

3) El estilo de la cuchilla del hacha que puede ser fechado en el final del Segundo Período Intermedio.

Por otro lado, un anterior estudio de Jürgen von Beckerath coloca a Djedankhre Montemsaf en la dinastía decimotercera, después de Mentuhotep VI y sucedido por Dedumose I en el trono.

## Titulatura
| Titulatura | Jeroglífico | Transliteración (transcripción) - traducción - (referencias) |

| N5 | R11 | S34 |

| N5 | R11 | S34 |

| N5 | R11 | S34 |

| N5 | R11 | S34 |

| N5 | R11 | S34 |

| N5 | R11 | S34 |

| N5 | R11 | S34 |

| N5 | R11 | S34 |

| N5 | R11 | S34 |

| N5 | R11 | S34 |

| N5 | R11 | S34 |

| N5 | R11 | S34 |

| N5 | R11 | S34 |

| N5 | R11 | S34 |

| N5 | R11 | S34 |

| N5 | R11 | S34 |

| Y5 · N35 | X1 | G43 · G17 | V16 · I9 |

| Y5 · N35 | X1 | G43 · G17 | V16 · I9 |

| Y5 · N35 | X1 | G43 · G17 | V16 · I9 |

| Y5 · N35 | X1 | G43 · G17 | V16 · I9 |

| Y5 · N35 | X1 | G43 · G17 | V16 · I9 |

| Y5 · N35 | X1 | G43 · G17 | V16 · I9 |

| Y5 · N35 | X1 | G43 · G17 | V16 · I9 |

| Y5 · N35 | X1 | G43 · G17 | V16 · I9 |

| Y5 · N35 | X1 | G43 · G17 | V16 · I9 |

| Y5 · N35 | X1 | G43 · G17 | V16 · I9 |

| Y5 · N35 | X1 | G43 · G17 | V16 · I9 |

| Y5 · N35 | X1 | G43 · G17 | V16 · I9 |

| Y5 · N35 | X1 | G43 · G17 | V16 · I9 |

| Y5 · N35 | X1 | G43 · G17 | V16 · I9 |

| Y5 · N35 | X1 | G43 · G17 | V16 · I9 |

| Y5 · N35 | X1 | G43 · G17 | V16 · I9 |